# Max Fernet
Max Fernet, né le 12 décembre 1910 à Paris et mort le 31 août 1997 à Yerres, est un policier français, directeur de la police judiciaire (PJ) de la préfecture de police de Paris de 1955 à 1970, puis directeur central de la police judiciaire de 1970 à 1971.

## Biographie
Max Fernet est né le 12 décembre 1910 à Paris, d’une mère enseignante et d’un père imprimeur. Après des études en Alsace, il s’oriente vers la faculté de droit de Paris, d’où il sort licencié. 
Sa carrière suit ensuite une progression linéaire : secrétaire de l’administration à compter du 16 juin 1934 ; commissaire de police de la ville de Paris à partir du 1er décembre 1940 ; commissaire principal le 1er février 1945 ; chef de la brigade mondaine en 1948 ; commissaire divisionnaire en 1954 (en février 1954, il interroge Jacques Fesch qui vient de tuer un gardien de la paix) ; sous-directeur, directeur-adjoint, puis finalement directeur de la police judiciaire de la préfecture de police de Paris en 1955. Il reste à ce poste quinze ans, avant d’obtenir à la fin de sa carrière, nommé par le ministre de l'Intérieur Raymond Marcellin, le poste de directeur central de la police judiciaire française (PJ), qu’il occupe du 19 janvier 1970 à sa retraite le 12 décembre 1971. Il est alors consacré directeur central honoraire de la PJ.
En tant que directeur de la police judiciaire de Paris, il a notamment validé, en 1964, la création de la Section de recherche et d’intervention, qui prendra en 1967 le nom de Brigade de recherche et d’intervention (BRI), l’anti-gang français. En juin 1962, il clôt définitivement l’affaire Laetitia Toureaux après avoir reçu la lettre d’une personne anonyme s’accusant, pour des raisons passionnelles, de ce crime longtemps suspecté d’être politique, et constaté l’impasse irrémédiable dans laquelle l’enquête vieille de 25 ans était engagée. 
En 1976, il est nommé membre du comité d’étude sur la violence, la criminalité et la délinquance.
Selon le commissaire Robert Broussard, Max Fernet était un policier intelligent et rusé, par ailleurs féru de rugby.